# カズミヤアキラ
カズミヤ アキラは日本の漫画家、イラストレーター。

## 概要
デビュー作は『月刊少年ライバル』（講談社）。
同人誌で製作した『ネクロフィリア』シリーズがコミックヴァルキリー編集部の目に留まり、読み切りを経て『少女幻葬ネクロフィリア』を連載する。

## 作品リスト

### 連載作品
- メイドと隷嬢 1話 - 4話（原作：山咲まさと、『キャノプリCOMIC』vol.2 - vol.8）
- 少女幻葬ネクロフィリア（『コミックヴァルキリーvol.31 2011年5月27日 -  2013年8月30日、全3巻）
- 友情課金カルマンゲイン（『月刊アクション』2013年7月号（創刊号[2]） - 2014年12月号、全3巻）
- メンヘラ刑事（原案：本田晴巳、『ヤングマガジン海賊版』2015年第3号[3] - 第48号[4]、全2巻）
- 闇女－ヤミ・カノ－（『月刊キスカ』2016年9月号[5] - 2018年3月号[6]、全3巻）
- LOOP THE LOOP 飽食の館（原作：Kate(sweet ampoule)、『月刊アクション』2017年8月号[7] - 2019年1月号[8]、全3巻）
- 転生! 竹中半兵衛 マイナー武将に転生した仲間たちと戦国乱世を生き抜く（原作：青山有、『Webコミックアクション』2019年7月12日 - 11月22日→『マンガがうがう』2020年1月24日 - 連載中、既刊5巻）
- 幕末Rock 虚魂篇（原作：Marvelous Inc.、『コミックポルカ』2020年1月26日[9] - 2021年6月11日、全2巻（電子のみ））
- 追放領主の孤島開拓記（原作：長尾隆生、『コミックノヴァ』2022年9月2日[10] - 連載中）
- 弱小領地の生存戦略 〜俺の領地が何度繰り返しても滅亡するんだけど。これ、どうしたら助かりますか?〜（原作：征夷冬将軍ヤマシタ、『マンガがうがう』2022年9月16日 - 12月9日[11]）
- S級パーティーから追放された狩人、実は世界最強 〜射程9999の男、帝国の狙撃手として無双する〜（原作：茨木野、『マンガがうがう』2024年3月12日 - [12]、既刊3巻）

### 読み切り作品
- KILL◆KISS（『月刊少年ライバル』2008年12月号）
- 黒乃埜マジコの王子様（『ガンガンJOKER』公式サイト 2010年8月21日）
- 蟲毒の国のアリス（『コミックヴァルキリー』vol.28 2011年1月27日）
- グリムイーター（『電撃大王ジェネシス』2012vol.4 2012年7月）

### イラストレーション
- 屍は美少女の香り（著者：くしまちみなと 一二三書房）

1屍は美少女の香り
2屍は美少女の香り2 〜屍の美少女は二度蘇る〜

### ゲーム
- The Chord of "C"（2025年）[13]

### その他
- アカギトリビュートイラスト FESTIVAL（2018年6月[14]） - 竹書房と縁のある漫画家としてイラストを寄稿[14]